# Hibernia (allégorie)
Hibernia est la figure allégorique nationale représentant l'Irlande. Elle apparaît dans de nombreuses caricatures et dessins, en particulier au XIXe siècle,.
Comme le montrent les fréquentes caricatures dans Punch, un magazine ouvertement hostile au nationalisme irlandais, Hibernia est d'abord présentée comme "la sœur cadette de Britannia" . C'est une fille attirante et vulnérable. Elle est menacée par les manifestations du nationalisme irlandais telles que les Féniens ou l' Irish National Land League, souvent dépeints comme des monstres brutaux ressemblant à des singes. Incapable de se défendre, Hibernia est représentée se tournant vers la forte Britannia pour se défendre. John Tenniel, dont on se souvient maintenant principalement comme étant l'illustrateur des aventures d'Alice au pays des merveilles, a produit un certain nombre de ces représentations d'Hibernia,.
Parfois, des publications nationalistes (telles que la Land League et le journal United Ireland de Parnell)  utilisent l'image d'Hibernia. Cependant, peut-être en raison de son adoption par les publications unioniste de l'image «pauvre fille sans défenses» d'Hibernia, les publications nationalistes utiliseront plus tard Ériu et Kathleen Ni Houlihan comme personnifications de la nationalité irlandaise[réf. nécessaire] (Bien que les Nationalistes irlandais aient continué à utiliser les termes "Hibernia" et "Hibernian" dans d'autres contextes, tels que l' Ordre Ancien d'Hibernians). Une statue, dérivée d'un original d'Edward Smyth et représentant une Hibernia plus confiante (avec harpe et lance) se dresse au sommet de la Poste centrale de Dublin. La statue est représentée sur une pièce commémorative de 2 euros en 2016 pour marquer le centenaire de l'Insurrection de Pâques de 1916.